# Medienkunde
Die Medienkunde behandelt als ein Teilbereich der Medienpädagogik die technische und organisatorische Erstellung von Nachrichten- bzw. Massenmedien sowie die Wirkung dieser Medien auf die Allgemeinheit oder auf spezielle Zielgruppen. Ein wesentlicher Bestandteil ist auch das Medienrecht.
Verwandte Bereiche sind die Mediendidaktik und die Medienerziehung.
Die „klassischen“ Massenmedien sind Presse, Rundfunk (Radio, Fernsehen) und Film, die „neuen“ Medien vor allem das Internet, der Sammelbegriff Multimedia und einige Bereiche der Mobiltelefonie.
An den Hochschulen wird Medienkunde meist im Rahmen der Publizistik gelehrt oder (an der TU) in den Studienplänen der Informatik. In den Mittelschulen wird sie oft als Wahlfach angeboten oder in Form von Exkursionen und Projektwochen gelehrt.

## Medienkunde für den Schulunterricht
Manche große Wochen- oder Tageszeitungen – wie z. B. Die Zeit (Hamburg) oder Die Presse (Wien) – bieten den Schulen kostenlose „Lehrerpakete“ für praxisorientierte Unterrichtseinheiten, oder für Interessenten am Journalismus günstige Einstiegskurse. Beispielsweise enthält das Lehrerpaket „Medienkunde“ der „Zeit“ folgende Inhalte für die Sekundarstufe II:
- Recherchen, vor allem im Internet
- Aufbau von Zeitungstexten, journalistische Darstellungsformen
- Aufbau von Tages- und Wochenzeitungen
- Unterschiedliche Zeitungsberichte zum selben Thema
- Besonderheiten des Zeitungsmarktes
- Unterschiedliche Medien, Medienvergleiche
- Fachliteratur und Internetseiten zum Thema.

Weitere Aspekte der Medienkunde sind u. a. die Ressorts und ihre Querverbindungen, die medienbezogene Marktforschung, die Werbung in und für Medien, die Technik der Herstellung von Zeitungen und Periodika, der Vertrieb und Themen des Arbeitsrechtes.